# 1654
| [ Edytuj tabelę ]              | |
| Król Polski                    | - 1648 Jan Kazimierz 1668 |
| Współksiążęta Andory           | - 1643 Ludwik XIV 1715 |
| Król Anglii i Szkocji          | - 1653 Oliver Cromwell (jako Lord Protector) 1658                                                                                             |
| Elektor Bawarii                | - 1651 Ferdynand Maria 1679 |
| Elektor Brandenburgii          | - 1640 Fryderyk Wilhelm 1688 |
| Sułtan Brunei                  | - 1625 Muhammad Ali 1660 |
| Cesarz Chin                    | - 1644 Shunzhi 1661 |
| Król Czech                     | - 1637 Ferdynand III Habsburg 1657 |
| Król Danii                     | - 1648 Fryderyk III 1670 |
| Dalajlama                      | - 1617 Lobsang Gjaco 1682 |
| Cesarz Etiopii                 | - 1632 Fasiledes 1667 |
| Król Francji                   | - 1643 Ludwik XIV 1715 |
| Król Hiszpanii                 | - 1621 Filip IV 1665 |
| Landgraf Hesji-Kassel          | - 1637 Wilhelm VI Sprawiedliwy 1663 |
| Stadhouder Holandii            | - 1650 pierwszy okres bez stadhoudera 1672 |
| Szach Iranu                    | - 1642 Abbas II 1666 |
| Państwo Wielkich Mogołów       | - 1627 Szahdżahan 1658 |
| Lord Irlandii                  | - 1653 Oliver Cromwell 1658 |
| Cesarz Japonii                 | - 1643 Go-Kōmyō 1654 - 1654 Go-Sai 1663 |
| Kalif                          | - 1648 Mehmed IV 1687 |
| Patriarcha Konstantynopola     | - 1653 Joannik II 1654 - 1654 Cyryl III 1654                                                                                                  |
| Władca Korei                   | - 1649 Hyojong 1659 |
| Książę Kurlandii i Semigalii   | - 1642 Jakub Kettler 1682 |
| Książę Liechtensteinu          | - 1627 Karol Euzebiusz 1684 |
| Książę Monako                  | - 1612 Honoriusz II 1662 |
| Król Nawarry                   | - 1643 Ludwik XIV 1710 |
| Król Norwegii                  | - 1648 Fryderyk III 1670 |
| Sułtan Omanu                   | - 1649 Sultan I ibn Sajf 1688 |
| Elektor Palatynatu             | - 1648 Karol I Ludwik 1680 |
| Papież                         | - 1644 Innocenty X 1655 |
| Książę Parmy i Piacenzy        | - 1646 Ranuccio II 1694 |
| Król Portugalii                | - 1640 Jan IV 1656 |
| Książę w Prusach               | - 1640 Fryderyk Wilhelm Wielki Elektor 1688                                                                                                   |
| Car Rosji                      | - 1645 Aleksy I 1676 |
| Cesarz Rzymski (niemiecki)     | - 1637 Ferdynand III Habsburg 1657 |
| Kapitanowie Regenci San Marino | - 1653 Marc'Antonio Bonetti Pompeo Zoli 1654 - 1654 Fulgenzio Maccioni Cristofaro Gianotti 1654 - 1654 Carlo Tosini Paolo Antonio Onofri 1655 |
| Elektor Saksonii               | - 1611 Jan Jerzy I Wettyn 1656 |
| Król Szwecji                   | - 1632 Krystyna Waza 1654 - 1654 Karol X Gustaw 1660                                                                                          |
| Król Tajlandii                 | - 1630 Prasat Thong 1655 |
| Sułtan Turków                  | - 1648 Mehmed IV 1687 |
| Doża Wenecji                   | - 1646 Francesco Molino 1655 |
| Król Węgier                    | - 1637 Ferdynand IV 1654 |
| Książęta Wirtembergii          | - 1628 Eberhard III 1674 |

Rok 1654 / MDCLIV
stulecia: XVI wiek ~
XVII wiek ~
XVIII wiek

lata: 1644 «
1649 «
1650 «
1651 «
1652 «
1653 «
1654
» 1655
» 1656
» 1657
» 1658
» 1659
» 1664

## Wydarzenia w Polsce
- 18 stycznia – ugoda w Perejasławiu: powstańcy uznali zwierzchnictwo cara Aleksego Michałowicza (przyczyna drugiej wojny z Rosją w XVII wieku).
- 19 lutego – w Oleśnicy odbyła się egzekucja seryjnego mordercy 251 osób, Melchiora Hedloffa.
- 6 kwietnia – król Jan Kazimierz podpisał dekret, nakazujący wygnanie z Rzeczypospolitej wszystkich cudzoziemców-innowierców.
- 12 sierpnia
  - wojna polsko-rosyjska: bitwa pod Szkłowem.
  - z terenu Polski widoczne było całkowite zaćmienie słońca.
- 24 sierpnia – wojna polsko-rosyjska: bitwa pod Szepielewiczami.
- 8 września - kozackie oddziały Iwana Zołotarenki rozpoczęły oblężenie twierdzy w Starym Bychowie.
- 3 października – wojna polsko-rosyjska: Rosjanie zdobyli Smoleńsk.
- 26 listopada - Iwan Zołotarenko odstępuje od oblężenia niezdobytego Starego Bychowa

- Upadek Powstania Chmielnickiego.
- Przybycie zakonu wizytek.
- Przyłączenie Ukrainy do Rosji rozpoczęło wojnę polsko-rosyjską 1654-1667.

## Wydarzenia na świecie
- 26 stycznia – wojna holendersko-portugalska o Brazylię: skapitulowały ostatnie holenderskie oddziały w Recife.
- 5 kwietnia – porozumienie Westminsterskie zakończyło pierwszą wojnę angielsko-holenderską.
- 8 maja:
  - Otto von Guericke przeprowadził słynny eksperyment magdeburski.
  - w Westminsterze podpisano układ pokojowy kończący I wojnę angielsko-holenderską.
- 16 maja – VI wojna wenecko-turecka: zwycięstwo floty tureckiej w bitwie w Cieśninie Dardanelskiej.
- 20 maja – na wyspie Tobago została założona kurlandzka kolonia Nowa Kurlandia.
- 6 czerwca – z tronu szwedzkiego na rzecz kuzyna Karola X Gustawa abdykowała królowa Krystyna. Był to koniec rządów dynastii Wazów w Szwecji.
- 7 czerwca – Ludwik XIV Burbon został koronowany na króla Francji.
- 22 lipca – wojska rosyjskie dokonały masakry mieszkańców Mścisławia.
- 12 października – w wyniku wybuchu składu prochu strzelniczego w holenderskim Delfcie zginęło około 1200 osób.

- Zakończono budowę Tadź Mahal.
- W Sądzie Kameralnym Rzeszy przestał obowiązywać proces rzymsko-kanoniczny.

## Zdarzenia astronomiczne
- 12 sierpnia – całkowite zaćmienie Słońca, widoczne w Polsce[1].

## Urodzili się
- 31 marca – Lorenzo Cozza, generał franciszkanów, kardynał (zm. 1729)
- 15 sierpnia – Jan Józef od Krzyża, włoski franciszkanin, święty katolicki (zm. 1734)
- 27 grudnia – Jakob Bernoulli, matematyk i fizyk szwajcarski

## Zmarli
- 27 stycznia – Anna Alojza Chodkiewicz, żona Jana Karola Chodkiewicza (ur. 1600)
- 24 marca – Samuel Scheidt, niemiecki kompozytor i organista (ur. 1587)
- 10 czerwca – Alessandro Algardi, włoski rzeźbiarz, architekt (ur. 1598)
- 28 czerwca – Jan Southworth, angielscy duchowny katolicki, męczennik, święty (ur. ok. 1592)
- 23 lipca – Orazio Grassi, włoski uczony, jezuita (ur. 1583)
- 28 sierpnia – Axel Oxenstierna, szwedzki polityk, najbliższy współpracownik Gustawa II Adolfa (ur. 1583)
- 8 września – Piotr Klawer, hiszpański jezuita, misjonarz, święty katolicki (ur. 1580)
- 12 października – Carel Fabritius, malarz holenderski (ur. 1622)
- 27 listopada – Pieter Meulener, flamandzki malarz-batalista (ur. 1602)

- data dzienna nieznana: 
  - Islam III Girej – chan Krymski
  - Paulus Potter – malarz holenderski

## Święta ruchome
- Tłusty czwartek: 12 lutego
- Ostatki: 17 lutego
- Popielec: 18 lutego
- Niedziela Palmowa: 29 marca
- Wielki Czwartek: 2 kwietnia
- Wielki Piątek: 3 kwietnia
- Wielka Sobota: 4 kwietnia
- Wielkanoc: 5 kwietnia
- Poniedziałek Wielkanocny: 6 kwietnia
- Wniebowstąpienie Pańskie: 14 maja
- Zesłanie Ducha Świętego: 24 maja
- Boże Ciało: 4 czerwca.